# Bom Dia, Noite
Bom Dia, Noite (no original, Buongiorno, notte) é um filme italiano de 2003 do gênero dramático dirigido por Marco Bellocchio, baseado no livro Il Prigioneiro de Anna Laura Braghetti, que narra o sequestro do ex-primeiro-ministro italiano Aldo Moro.

## Sinopse
Em 1978, Aldo Moro, líder da Democracia Cristã, é sequestrado pelo grupo extremista Brigadas Vermelhas. Chiara (Maya Sansa) faz parte do grupo de sequestradores e leva uma vida aparentemente monótona, sem que ninguém desconfie do seu engajamento no grupo radical de esquerda.

## Premiação
Mostra Internazionale d'Arte Cinematografica 2003
- Prêmio por uma contribuição particular de relevância aos roteiros

European Film Awards 2003
- Premio FIPRESCI (Marco Bellocchio)

David di Donatello 2004
- Melhor Ator Coadjuvante (Roberto Herlitzka)

Globo de Ouro 2004
- Melhor Atriz (Maya Sansa)

Prêmio Ioma 2004
- Melhor Filme Italiano